# Goose Creek (Kentucky)
Goose Creek és una població dels Estats Units a l'estat de Kentucky. Segons el cens del 2000 tenia 272 habitants.

## Demografia
Segons el cens del 2000, Goose Creek tenia 272 habitants, 115 habitatges, i 93 famílies. La densitat de població era de 1.500,3 habitants/km².
Dels 115 habitatges en un 24,3% hi vivien nens de menys de 18 anys, en un 76,5% hi vivien parelles casades, en un 4,3% dones solteres, i en un 19,1% no eren unitats familiars. En el 18,3% dels habitatges hi vivien persones soles el 13% de les quals corresponia a persones de 65 anys o més que vivien soles. El nombre mitjà de persones vivint en cada habitatge era de 2,37 i el nombre mitjà de persones que vivien en cada família era de 2,68.
Per edats la població es repartia de la següent manera: un 19,1% tenia menys de 18 anys, un 2,6% entre 18 i 24, un 19,9% entre 25 i 44, un 31,3% de 45 a 60 i un 27,2% 65 anys o més.
L'edat mediana era de 50 anys. Per cada 100 dones de 18 o més anys hi havia 88 homes.
La renda mediana per habitatge era de 66.250 $ i la renda mediana per família de 87.500 $. Els homes tenien una renda mediana de 53.750 $ mentre que les dones 36.563 $. La renda per capita de la població era de 34.124 $. Cap de les famílies i el 0,7% de la població estaven per davall del llindar de pobresa.

## Poblacions més properes
El següent diagrama mostra les poblacions més properes.